# Svatá Gaudencie
Svatá Gaudencie, latinsky Gaudentia (? – před rokem 313) byla římská raně křesťanská zasvěcená panna a mučednice. Datum narození a úmrtí není známé, stejně tak se nedochovaly žádné podrobnosti o jejím životě. Spolu s dalšími třemi společníky neznámého jména byla zabita během jednoho z raných pronásledování křesťanů, které se odehrávalo před vydáním Milánského ediktu v roce 313. Její ostatky spočívaly původně v římských katakombách, odkud byly roku 1670 přeneseny do bavorského kláštera Edelstetten v obci Neuburg an der Kammel. Odtud se dostaly na další místa, uchovávány jsou například v kostele svatého Petra ve vsi Spellen (spolková země Severní Porýní-Vestfálsko) nebo v kostele svatého Mikuláše v Mikulášovicích, kam je věnovala Agnes Theresia Heinová (1792–1856), abatyše cisterciáckého kláštera Sankt Marienthal. Svátek svaté Gaudencie připadá na 30. srpen. Jako světice je uznávána nejen římskokatolickou církví, ale také řadou dalších. Gaudencie patří mezi méně známé světice, není proto často zobrazována ve výtvarném umění. Asi nejznámější vyobrazení mučednické smrti světice je umístěno na jednom z bočních oltářů v katedrále svatého Jiří v sicilské Raguse. Autorem olejomalby z roku 1780 je klasicistní malíř Antonio Manno (1739–1810).